# Einojuhani Rautavaara
Einojuhani Rautavaara (wym. fińska ˈɛi̯nɔjuhɑni ˈrɑu̯tɑvɑːrɑ; ur. 9 października 1928 w Helsinkach, zm. 27 lipca 2016 tamże) – fiński kompozytor muzyki poważnej uznawany za najwybitniejszego po Jeanie Sibeliusie, nauczyciel kompozycji i krytyk muzyczny.
Zostawił po sobie ponad 150 kompozycji, w tym 8 symfonii, 9 oper, 14 koncertów na różne instrumenty oraz kompozycji wokalnych i muzyki kameralnej. Jego twórczość jest zróżnicowana – początkowo tworzył kompozycje modernistyczne, opierające się na dodekafonii (np. opera Kaivos), potem jego muzyka była określana jako neoromantyczna i mistyczna, czego przykładem są Symfonia Nr 7 Angel of Light i Autumn Gardens.

## Życiorys

### Wczesne lata
Einojuhani Rautavaara urodził się w Helsinkach 9 października 1928 roku.
Jego ojciec – Eino Rautavaara (1876–1939), obdarzony barytonem, był jednym z założycieli Fińskiej Opery Narodowej (fiń. Suomen Kansallisooppera), która z początku funkcjonowała pod nazwą Kotimainen Ooppera, a od 1914 roku jako Suomalainen Ooppera. Na rzecz śpiewu porzucił karierę bankiera i udał się za granicę, by kształcić swój głos. Współpracował z fińskimi kompozytorami m.in. z Selimem Palmgrenem (1878–1951) i Oskarem Merikantem (1868–1924). Stworzył wiele kreacji scenicznych, m.in. jako Alfio w operze „Rycerskość wieśniacza”, jako Kaspar w operze „Wolny strzelec” i jako Fryderyk von Telramund w operze „Lohengrin”. Od 1912 roku pracował jako kantor w luterańskim kościele w helsińskiej dzielnicy Kallio. W 1923 roku zrezygnował z kariery operowej i zajął się nauczaniem śpiewu i prowadzeniem chóru.
Jego matka Elsa była lekarzem i pomagała ubogim. Dzieciństwo spędził w dzielnicy Kallio, gdzie jego ojciec pracował jako organista w kościele.
Kiedy urodził się Einojuhani, Eino miał karierę śpiewaczą za sobą. Matka zorganizowała synowi lekcje gry na fortepianie, chociaż Einojuhani nie przejawiał jeszcze zainteresowań muzycznych. Dopiero w latach 40. XX w., po śmierci rodziców, Einojuhani jako nastolatek zaczął interesować się muzyką. Ojciec zmarł w sierpniu 1939 roku, a matka w kwietniu 1944 roku.
Po śmierci rodziców Rautavaarą zaopiekowała się jego ciotka, Hilja Teräskeli, która zerwała z religijnością domu rodzinnego i podobnie jak jego matka studiowała medycynę. Razem udali się do Turku, gdzie Hilja została mianowana profesorem na wydziale okulistyki miejscowego uniwersytetu. Rautavaara znalazł tam biografie kompozytorów Sävelten mestareita opracowane przez fińskiego kompozytora Sulha Rantę (1901–1960), które stały się natchnieniem do pisania własnych kompozycji. Nie uczył się jednak systematycznie – przeżywał okres wzlotów i upadków, czasem zaczynał wręcz naukę od nowa. Okres ten skończył się, gdy miał 17 lat – znalazł wtedy nową nauczycielkę – Astrid Joutseno. Jej liberalne podejście odpowiadało przyszłemu kompozytorowi.
Następnie rozpoczął studia muzykologiczne na Uniwersytecie w Helsinkach, ukończył je w 1953 roku.

### Studia
W 1948 roku został przyjęty do Akademii Sibeliusa w Helsinkach. Początkowo zapisał się na zajęcia z kompozycji do Selima Palmgrena (1878–1951), ten jednak uznał, że Rautavaara musi najpierw zdobyć dobre podstawy z harmonii. Dopiero po śmierci Palmgrena w 1951 roku, kiedy katedrę kompozycji objął Aarre Merikanto (1893–1958), Rautavaara został przyjęty w poczet studentów kompozycji, a Merikanto zachęcał go, by został kompozytorem.
W 1955 roku Fundacja Kusewickiego (ang. Koussevitzky Foundation) z okazji 90. urodzin Sibeliusa podarowała kompozytorowi stypendium dla młodego muzyka wybranego przez Sibeliusa. Stypendium umożliwiało pobyt w Tanglewood Music Center i studia w Juilliard School lub w Eastman School of Music. Sibelius wybrał Rautavaarę, którego utwory słyszał grane w radio. W 1953 roku Rautavaara stworzył neoklasyczny utwór A Requiem in Our Time, a rok później wygrał konkurs kompozytorski Thora Johnsona (1913–1975) (ang. Thor Johnson Composer’s Competition) w Cincinnati. W tym okresie powstał też pierwszy kwartet smyczkowy oraz inspirowany muzyką ludową Pelimannit.
Rautavaara studiował w Juilliard School w latach 1955–1956 u Vincenta Persichettiego (1915–1987), a w roku 1955 u Rogera Sessionsa (1896–1985) i Aarona Coplanda (1900–1990) w ramach szkoły letniej muzycznej w Tanglewood Music Center w Tanglewood. Amerykańscy nauczyciele zachęcili go do eksperymentów z atonalnością.

### Powrót do Europy

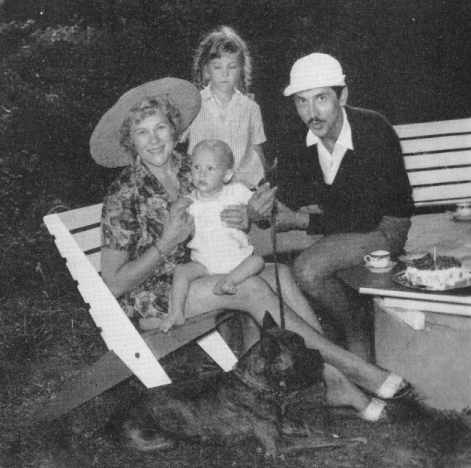
Rodzina Rautavaary, rok 1961

Rautavaara wrócił do Europy w 1957 roku, uzyskał dyplom Akademii Sibeliusa i w tym samym roku rozpoczął naukę u Wladimira Vogla (1896–1984) w szwajcarskiej Asconie. W latach 1957–1958 uczył się w Hochschule für Musik und Tanz (Szkoła Muzyki i Tańca) w Kolonii u Rudolfa Petzolda. Poznawał wtedy technikę dodekafoniczną i jej „dramatyzm” i stworzył operę Kaivos (pol. „Kopalnia”) na niej opartej (1957–58/60). Kaivos zapoczątkowała dodekafoniczny okres twórczości Rautavaary, który trwał dziesięć lat. Potem porzucił ten gatunek na 20 lat, skupiając się na kompozycjach kameralnych, orkiestrowych i wokalnych.
W latach 1957–1959 był wykładowcą na Akademii Sibeliusa.
W lutym 1959 roku nauczycielka muzyki i mezzosopranistka Mariaheidi Suovanen (1927–2004) poprosiła kompozytora o towarzyszenie jej podczas uroczystości z okazji 20-lecia Fińskiej Fundacji Kultury (fiń. Suomen Kulttuurirahasto). Tak rozpoczęły się relacje między Rautavaarą a Suovanen, którzy wkrótce wzięli ślub. Małżeństwo trwało ponad 20 lat, jednak nie było udane i zakończyło się w 1982 roku. Para miała troje dzieci: Yrję, Markojuhaniego i Olofa. Mimo niepowodzeń osobistych Rautavaara przeżywał twórczy okres w karierze kompozytorskiej. Powstało wtedy wiele jego wybitnych dzieł, np. „Anioł Zmierzchu” (Angel of Dusk).

### Sukces międzynarodowy
W latach 1959–1961 Rautavaara był archiwistą Helsińskiej Orkiestry Filharmonicznej (fiń. Helsingin kaupunginorkesteri). Cztery lata później został dyrektorem Instytutu Muzycznego Käpylä (fiń. Käpylän musiikkiopisto) w Helsinkach. Stanowisko to piastował do 1966 roku, gdy rozpoczął pracę dydaktyczną w Akademii Sibeliusa, gdzie prowadził zajęcia ze studentami do 1990 roku – od roku 1966 nauczał teorii muzyki, a w latach 1976–1988 kompozycji. Jego uczniami byli m.in.: Kalevi Aho, Magnus Lindberg, Olli Mustonen i Esa-Pekka Salonen. W okresie tym zajmował się również krytyką muzyczną.
W 1971 roku Uniwersytet w Oulu zamówił u Rautavaary kantatę, która miała być wykonana podczas pierwszej w historii uczelni uroczystości nadania stopni naukowych w następnym roku. Rautavaara zdecydował się stworzyć niekonwencjonalną kantatę i zamiast chóru użył w swoim utworze głosów arktycznych ptaków nagranych na taśmę magnetofonową. Tak powstała kompozycja „Arktyczny śpiew” (Cantus arcticus) znana także jako „Koncert na ptaki i orkiestrę”. Wykorzystuje ona m.in. łabędzia krzykliwego (Cygnus cygnus) i górniczka zwyczajnego (Eremophila alpestris).
Wykonanie kompozycji okazało się międzynarodowym sukcesem. W 1975 roku Rautavaara został przyjęty do Szwedzkiej Królewskiej Akademii Muzycznej. W latach 1982–1985 stworzył operę „Tomasz” (Thomas).
W 1984 roku Rautavaara poślubił piosenkarkę i pedagog Sinikkę Koivisto. Od 1998 roku mieszkał w Helsinkach. Brał udział w sesjach nagraniowych. W międzyczasie pisał Symfonię Nr 7 na zlecenie Orkiestry Symfonicznej w Bloomington. Postanowił nazwać ją „Symfonią Bloomington”, jednak Reijo Kiilunen (założyciel fińskiej wytwórni muzycznej wydającej muzykę klasyczną – „Ondine”) podpowiedział mu nowy tytuł, którym dzieło zostało ostatecznie opatrzone. Nowa nazwa – „Anioł Światła” (Angel of the Light) – zaskoczyła publiczność i przyczyniła się wraz z kampanią reklamową do zwiększenia popularności dzieła.

### Ostatnie lata

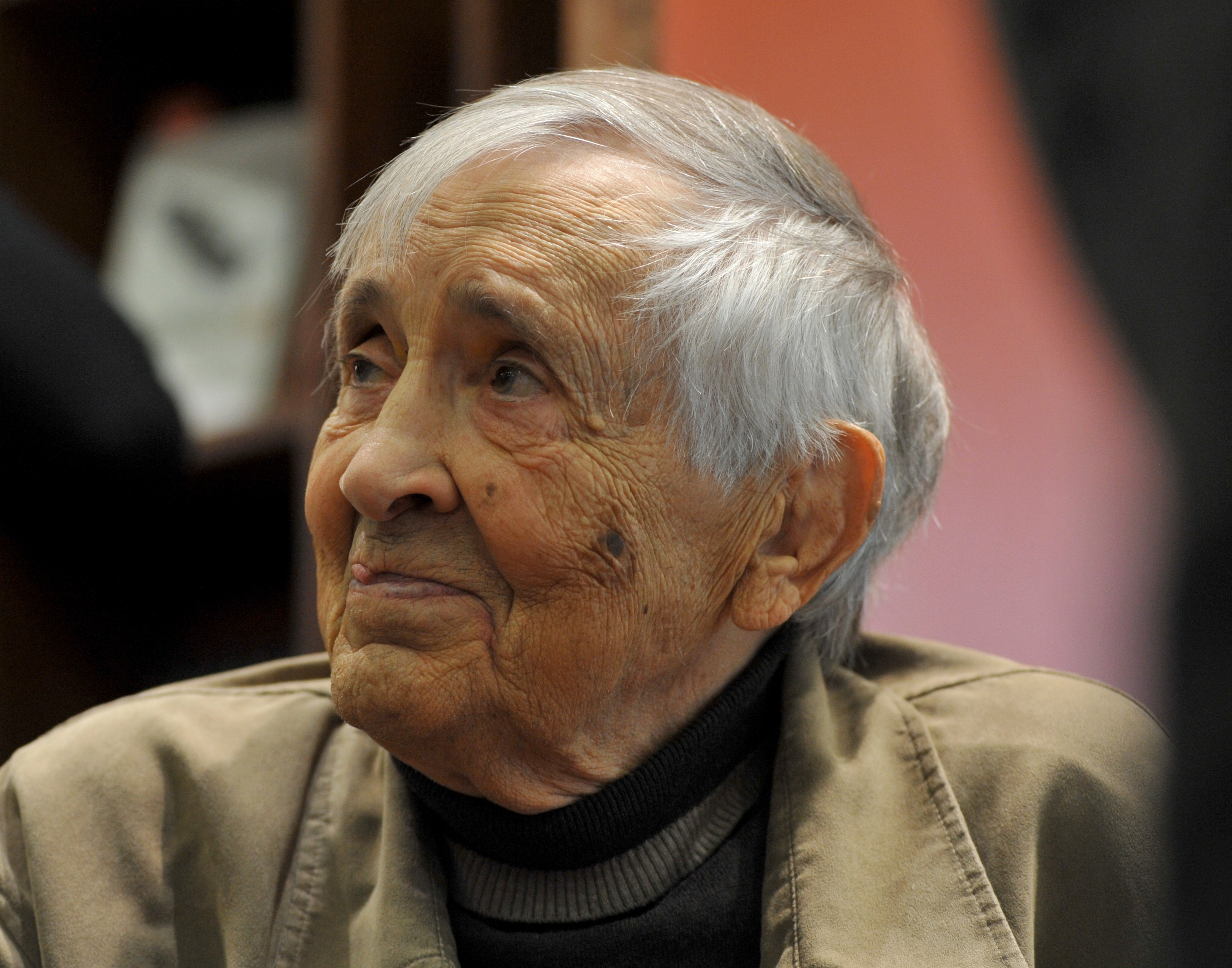
Rautavaara w 2014 roku

W styczniu 2004 roku Rautavaara niemal umarł po doznaniu rozwarstwienia aorty. Jego żona była przy nim i zdążyła wezwać pomoc na czas. Kompozytor został na sześć miesięcy przeniesiony do szpitala. Gdy odzyskał pełnię zdrowia i go opuścił, powrócił do komponowania. Zmarł 27 lipca 2016 roku w szpitalu w Helsinkach wskutek komplikacji pooperacyjnych.

## Muzyka
Rautavaara był pracowitym i płodnym kompozytorem, piszącym w wielu stylach i gatunkach. Stworzył ponad 150 kompozycji. Główną częścią jego spuścizny są symfonie (8) i koncerty (14). Tworzył też muzykę kameralną: kwartety smyczkowe, duety na gitarę i głos i wiele innych. W jego dorobku znajdują się też opery, często biograficzne – „Tomasz” (Thomas), Vincent czy Aleksis Kivi oraz czerpiące z fińskiego eposu Kalevala – „Mit o Sampo” (Sammon ryöstö) czy „Marjatta, skromna dziewczyna” (Marjatta matala neiti). Rautavaara uznawany jest za najwybitniejszego fińskiego kompozytora po Jeanie Sibeliusie. Jego twórczość można podzielić na kilka okresów:

### Lata 60. XX wieku
Wczesne kompozycje Rautavaary były otwarcie modernistyczne, często wykorzystywały technikę 12-tonową. Wraz z Erikiem Bergmanem, Rautavaara był pionierem muzyki serialnej w Finlandii. Symfonia Nr 3 z 1961 roku jest najprawdopodobniej pierwszym w całości serialnym utworem fińskim. Z wczesnego okresu pochodzi wiele dzieł fortepianowych, zwłaszcza sonat. Innymi ważnymi pracami stworzonymi w tym czasie są Symfonia Nr 4, a także pierwsza opera Rautavaary – Kaivos (pol. „Kopalnia”), której libretto – napisane również przez kompozytora – powstało z inspiracji opowiadaniami węgierskich emigrantów, którzy uciekli do Szwajcarii po upadku powstania węgierskiego w 1956 roku. Emigranci opowiadali o górnikach uwięzionych pod ziemią. Kaivos opowiada historię górników podczas rządów totalitarnych, którzy przeciwstawiają się partii rządzącej i rozpoczynają strajk. Rautavaara zgłosił Kaivos do konkursu dla kompozytorów Fundacji Jenny i Anttiego Wihuri, jednak dzieło nie zdobyło nagrody, a jedynie dyplom, ponieważ organizatorzy obawiali się reakcji ZSRR, z którym Finlandia chciała zachować jak najlepsze relacje. Opera doczekała się jedynie produkcji telewizyjnej w 1963 roku – pierwszej produkcji opery w historii telewizji fińskiej, a na deskach teatralnych została wystawiona prawie 50 lat po powstaniu. Jej Wykonanie z Tampere z 2010 roku zostało nominowane do Grammy, jednak nagrody nie zdobyło. Sam Rautavaara uważał Kaivos za prawdopodobnie najlepszą operę, jaką napisał.
Pod koniec lat 60. XX w. Rautavaara odszedł od kompozycji serialnych i zmienił styl komponowania. Zainspirowali go inni kompozytorzy, m.in. Johann Sebastian Bach (I Koncert wiolonczelowy) i Claude Debussy (Anadyomene). Dzieła Rautavaary stały się eklektyczne oraz bardziej romantyczne.

### 1970–1979
Lata 70. XX wieku to najpłodniejszy okres kompozytora. Większość kompozycji utworzonych w tym czasie jest popularnych do dziś. Kompozycje Rautavaary stały się bardziej delikatne, subtelne i sentymentalne; ważną rolę zaczął odgrywać w nich chór. Powstało wtedy wiele kompozycji na chór, z których wyróżniają się m.in. Vigilia i True and False Unicorn – oba z 1971 roku. Następnie powstała kompozycja „Arktyczny śpiew” (Cantus Arcticus) na głosy ptaków nagrane na taśmę magnetyczną i orkiestrę oraz „Księga życia” (Elämän kirja) na chór żeński – oba z 1972 roku.
Rautavaara tworzył też dzieła operowe – część z nich została zainspirowana poematem Kalevala, jak np.: „Mit o Sampo” (Sammon ryöstö) (1981) czy „Marjatta, skromna dziewczyna” (Marjatta matala neiti) (1975). Późniejsze utwory operowe to: „Tomasz” (Thomas) (1982–85) – opera o XII-wiecznym biskupie Tomaszu, który zabiegał o chrystianizację Finlandii, lecz zrezygnował ze stanowiska oskarżony o sfałszowanie depeszy papieskiej; Vincent (1986–87) – opera o Vincencie van Goghu i „Dom słońca” (Auringon talo) (1989-90) – opera o bliźniaczkach, które wraz ze swoimi bogatymi rodzicami musiały wyemigrować z Rosji do Finlandii po rewolucji. Ich wykonanie było sukcesem i przyniosło sławę oraz renomę Rautavaary jako kompozytora oper.

### 1980–1990
Kompozycje Rautavaary z tego okresu zmieniły nieco swój styl, na bardziej mistyczny i neoromantyczny. Powstało też wiele dzieł inspirowanych aniołami, często z nimi w tytule np. Symfonia Nr 7 „Anioł światła” czy koncert na kontrabas i orkiestrę „Anioł zmierzchu”. Kompozytor zaczął chętnie wykorzystywać kontrapunkt aleatoryczny. Symfonia Nr 7 w wykonaniu Helsińskiej Orkiestry Symfonicznej zdobyła w 1997 roku Cannes Classical Award w kategorii Najlepsze Nagranie Muzyki Żyjącego Kompozytora (ang. Best Disc of Music by a Living Composer) oraz nominację do nagrody Grammy. Z tego okresu pochodzi też III Koncert fortepianowy („Dar Snów”).

### 2000–2016
W tym okresie powstawały głównie utwory orkiestrowe, np. Book of Visions, Manhattan Trilogy oraz Before the Icons – kontynuacja utworu fortepianowego Icons. W 2005 roku powstał utwór na skrzypce i fortepian „Stracone krajobrazy” (Lost landscapes) wykonany po raz pierwszy przez japońską skrzypaczkę Midori Gotō. Dzieło A Tapestry of Life zostało wykonane premierowo przez Nowozelandzką Orkiestrę Symfoniczną w kwietniu 2008 roku. Następnie powstał koncert perkusyjny „Inkantacje” oraz drugi koncert wiolonczelowy napisany dla norweskiego wiolonczelisty Trulsowi Mørkowi. W 2010 roku powstało Christmas Carol wykonane przez chór dziecięcy i męski King’s College (Cambridge) na Festiwalu Dziewięciu Lekcji i Kolęd (ang. Festival of Nine Lessons and Carols). W 2011 powstały dwie większe kompozycje – Missa a Capella i Into the Heart of Light.

## Dzieła
| Dorobek kompozytorski  | Dorobek kompozytorski | Dorobek kompozytorski |
| Gatunek/zespół         | Liczba                | Przykłady znanych dzieł |
| ---------------------- | --------------------- | --- |
| Opery                  | 9                     | „Kopalnia” (1957–58/60), „Marjatta, skromna dziewczyna” (1975), „Mit o Sampo” (1981), „Tomasz” (1982–85), Vincent (1986–87), Aleksis Kivi (1995–96), „Dom słońca” (1990), Rasputin (2001–03) |
| Symfonie               | 8                     | Symfonia Nr 1 (1955–56/1988/2003), Symfonia Nr 2 (1957/1984), Symfonia Nr 3 (1961), Symfonia Nr 4 Arabescata (1962), Symfonia Nr 5 (1986), Symfonia Nr 6 Vincentiana (1992), Symfonia Nr 7 Angel of Light (1994), Symfonia Nr 8 The Journey (1999)                                                                                                |
| Koncerty               | 12                    | Koncerty fortepianowe (I i III), „Tańce z wiatrem” – koncert na flet i orkiestrę (1975), „Anioł zmierzchu” – koncert na kontrabas i orkiestrę (1980), „Gift of Dreams” – koncert na fortepian i orkiestrę (1998), „Inkantacje” – koncert na perkusję i orkiestrę (2008), „W stronę horyzontu” – koncert na wiolonczelę i orkiestrę Nr 2 (2008–09) |
| Chóralne (z orkiestrą) | 4                     | Children’s Mass (Lapsimessu) (1973) |
| Orkiestrowe            | 13                    | Cantus Arcticus (1972), Autumn Gardens (1999), Manhattan Trilogy (2004) |
| Orkiestra smyczkowa    | 16                    | The Fiddlers (Pelimannit) (1952), Canto (5 części) (1960, 1961, 1972, 1992) |
| Orkiestra dęta         | 3                     | A Requiem in Our Time (1953) |
| Muzyka kameralna       | 23                    | Kwartety smyczkowe, sonaty (flet, gitara, wiolonczela), „Ballada na harfę i smyczki” (1973/1981) |
| Fortepian (solo)       | 14                    | Sonaty (2), etiudy, trzy symetryczne preludia, partita, Icons |
| Chór a capella         | 27                    | Motety, True & False Unicorn, kantaty |
| Wokalne                | 10                    | The Trip, Dream World, Sonety |

## Nagrody, odznaczenia i członkostwa
- 1954 – pierwsza nagroda w konkursie kompozytorskim Thora Johnsona[8][4][10]
- 1965 – Nagroda Sibeliusa przyznawana przez Fundację Wihuri (ang. Wihuri Sibelius Prize)[1]
- 1965 – członek Szwedzkiej Królewskiej Akademii Muzycznej[10]
- 1968 – Medal Pro Finlandia Orderu Lwa Finlandii[36]
- 1983 – tytuł doctora honoris causa uniwersytetu w Oulu[10]
- 1985 – Fińska Nagroda Państwowa w dziedzinie muzyki[1]
- 1985 – Komandor Orderu Lwa Finlandii[37]
- 2012 – Krzyż Kawalerski Orderu Zasługi (Węgry)[37]